# Douvaine
Douvaine – miejscowość i gmina we Francji, w regionie Owernia-Rodan-Alpy, w departamencie Górna Sabaudia.
Według danych na rok 1990 gminę zamieszkiwały 3354 osoby, a gęstość zaludnienia wynosiła 318 osób/km² (wśród 2880 gmin regionu Rodan-Alpy Douvaine plasuje się na 264. miejscu pod względem liczby ludności, natomiast pod względem powierzchni na miejscu 1078.).